# Albert Schmidt von Georgenegg
Albert Georg Schmidt (seit 1909 Schmidt von Georgenegg; *  2. April 1861 in Posen; †  29. April 1930 in Bad Ischl) war ein österreich-ungarischer General der Infanterie und Führer eines Armeekorps im Ersten Weltkrieg.

## Leben

### Frühe Militärkarriere
Albert Georg Schmidt trat nach dem Besuch der Kadettenschule in Wien 1878 in das Infanterie-Regiment Nr. 32 ein und wurde zum Leutnant ernannt. Er nahm am Okkupationsfeldzug in Bosnien teil und wurde 1883 zum Oberleutnant befördert.
Von 1885 bis 1887 besuchte er die Kriegsschule in Wien. Ab 1887 folgten diverse Dienststellungen bei den Infanterie-Regimentern Nr. 47 und 102, wo er 1890 zum Hauptmann aufstieg. Seine Haupttätigkeit verrichtete er aber über zwei Jahrzehnte im Stabsdienst einer Infanterie-Brigade, wo er 1896 zum Major aufstieg und nach seiner 1900 erfolgten Beförderung zum Oberstleutnant als Generalstabschef einer Infanterie-Truppendivision fungierte. 1903 folgte seine Ernennung zum Oberst. Vom März 1906 bis zum April 1909 fungierte er als Generalstabschef des VIII. Korps in Prag. Seine weitere Laufbahn brachte ihm nach seiner Nobilitierung mit dem Prädikat von Georgenegg am 1. November 1909 die Beförderung zum Generalmajor ein. Am 31. Oktober 1912 folgte seine Rangerhöhung zum Feldmarschallleutnant, welche mit dem Kommando über die 43. Landwehr-Schützen-Division in Czernowitz verbunden war.

### Im Ersten Weltkrieg
Mit Kriegsbeginn wurde er seine Formation im August 1914 der Armeegruppe Kövess bei Halytsch zugeführt und zog sich am südlichen Dnister-Ufer auf Mikolajow zurück. Er leistete dann der Dnjestr-Gruppe der russischen 8. Armee am Brückenkopf bei Zaleszczyki heftigen Widerstand. Nach der Etablierung der 2. Armee in Galizien kämpften seine Truppen südlich von Lemberg und im Frühjahr 1915 in der Winterschlacht in den Karpaten.
Im Mai 1915 wurde er zum Kommandierenden General des IV. Korps ernannt, das im Abschnitt der 2. Armee stand. Am 7. Mai 1916 erfolgte seine Ernennung zum General der Infanterie. Sein Korps (bestehend aus der 14. und 33. Division unter Generalmajor Ladislaus Horváth und FML Theodor von Hordt) brach Anfang August während der Brussilow-Offensive beim Ansturm der russischen 11. Armee im Raum Zalozce zusammen – ein Umstand, der zu seiner Abberufung führte. Ab Herbst 1917 leitete er die wichtigste Zensurbehörde der k.u.k. Armee, die dem Kriegsüberwachungsamt in Wien unterstand.
Die Verbesserungen der Verteidigungsverhältnisse im Militärkommando Zara, welche auf ihn zurückgingen, fanden allgemeine Zustimmung. 1917 wurde er vorerst verabschiedet, aber nach einem halben Jahr kurzfristig reaktiviert. Nach dem verlorenen Krieg trat er 1918 endgültig in den Ruhestand, den er zurückgezogen in Bad Ischl verbrachte.